# Anteliaster coscinactis
Anteliaster coscinactis is een zeester uit de familie Pedicellasteridae.
De wetenschappelijke naam van de soort werd in 1923 gepubliceerd door Walter Kenrick Fisher.